# Lein Geschiere
Lein Geschiere (* 14. Dezember 1910; † 6. Februar 1998) war ein niederländischer Romanist.

## Leben und Werk
Geschiere promovierte 1947 in Paris bei Charles Bruneau über Éléments néerlandais du Wallon liégeois (Amsterdam 1950), war Assistent an der Universität Leiden und wurde 1954 an der Freien Universität Amsterdam der erste Ordinarius für Französisch (bis 1975).

## Weitere Werke
- (mit  Jan Fransen und E.F. Kramer-Bijdendijk) Petit manuel d'histoire de la littérature française avec  morceaux choisis, Thieme, Zutphen 1949.
- Enkele opmerkingen over de beoefening der Franse syntaxis. Rede uitgesproken bij de officiële aanvaarding van het ambt van gewoon hoogleraar in de Franse taal- en letterkunde aan de Vrije Universiteit te Amsterdam op 28 Mei 1954. Gorinchem 1954.
- (mit Sem Dresden und  Bernard Bray) La notion de structure. Den Haag 1961.